# Moped retro Muzeum Motorowerów w Kasinie Wielkiej
Muzeum motorowerów Moped Retro w Kasinie Wielkiej – placówka muzealna w Kasinie Wielkiej, prowadzona przez Spółkę Kasina. Zlokalizowana jest w obiekcie górnej stacji kolei krzesełkowej na Śnieżnicę na wysokości 872 m n.p.m.

## Historia muzeum
Idea stworzenia muzeum narodziła się w połowie lat 20 XXI wieku. Pomysł został zamieniony w projekt, dzięki któremu stworzono ten obiekt.
Obecnie kolekcja liczy ponad 400 szt. W muzeum wystawionych jest obecnie prawie 100 eksponatów, jak również spora kolekcja rekwizytów (dystrybutory, bańki olejowe, plakaty)
Eksponaty kupowane były na całym świecie. Kolekcję zaczynają mopedy już z początku XX wieku

## Budynek muzeum i zwiedzanie
Muzeum ma swoją siedzibę w budynku górnej stacji krzesełkowej w Kasinie Wielkiej. Dla zwiedzających dostępna jest kawiarnia oraz taras widokowy. W planie rozbudowy jest powstanie restauracji widokowej.
Do muzeum można dojechać własnym transportem drogą nr 964 lub w wakacje zabytkowym pociągiem retro z Chabówki do Kasiny Wielkiej. Ciekawostką tej lokalizacji jest też budynek dworca kolejowego, który jest najwyżej położonym dworcem kolejowym w Polsce. Obecnie jest tam pensjonat z paroma apartamentami.
Muzeum jest czynne w godzinach pracy ośrodka Kasina.

## Wybrane mopedy eksponowane w Muzeum

### Eksponaty
- najstarszy: Tornedo Sport

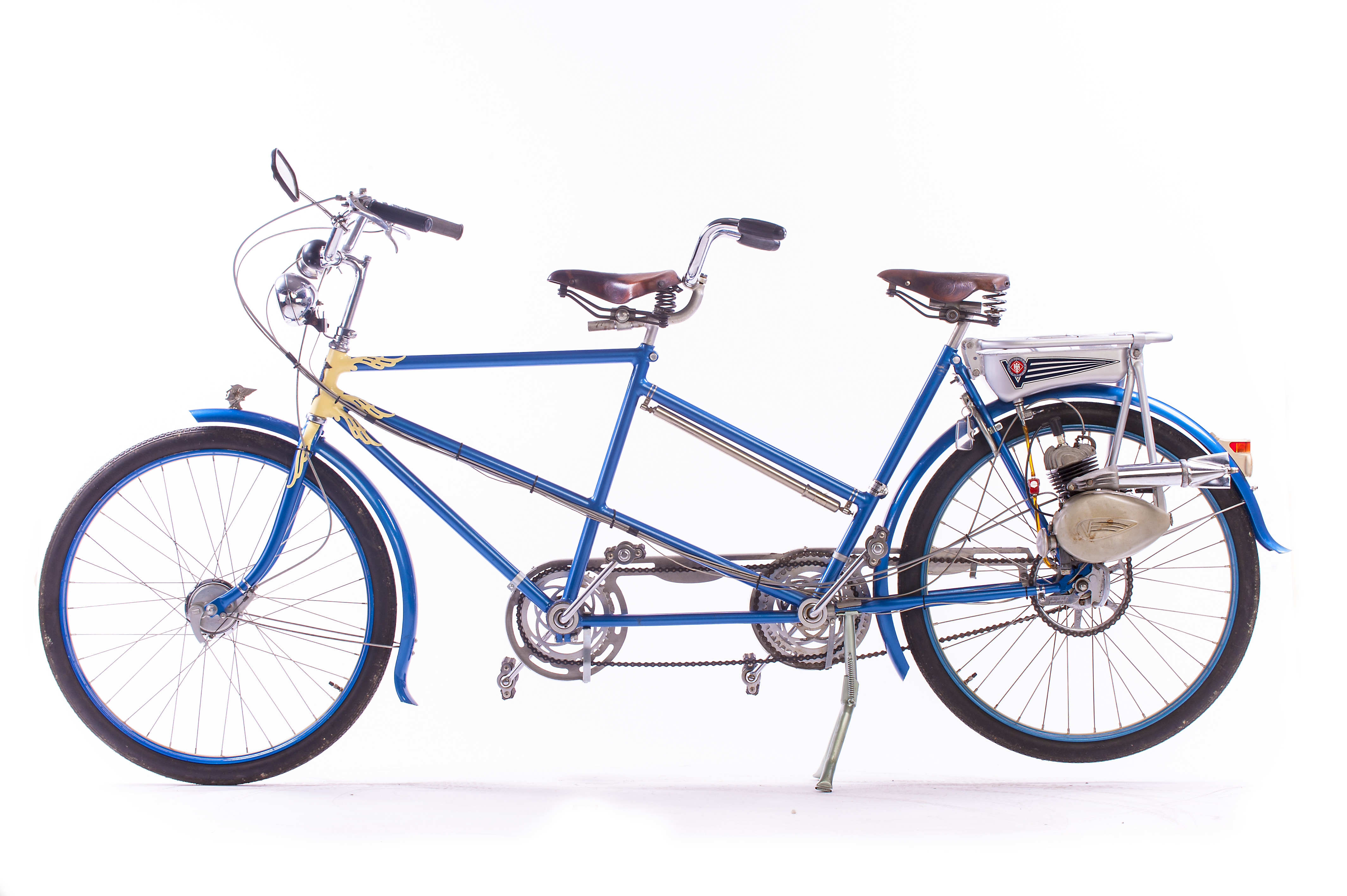
Nymans Verkständer Upsala – tandem

- tandem Nymas Verkstäder Uppsalaz silnikiem Victorii koniec XIX wieku
- kolekcja polskich motorowerów[7]: Ryś MR1, Ryś MR1B, Komar 2330, Komar 231B, Komar 2320, Komar 230, Żak MR2E LUX, Żak MR2,

#### Inne
- dystrybutory
- kaski
- bańki

## Podział mopedów
Mopedy podzielone według funkcji i konstrukcji:
- Lekkie mopedy, zbliżone wyglądem do rowerów, na ogół ze sztywnym zawieszeniem obu kół. W muzeum zobaczymy między innymi MOTO GUZZI czy HONDA P-50,
- Mopedy turystyczne jedno- lub dwuosobowe z zawieszeniem obu kół na elementach resorujących. W muzeum zobaczymy między innymi MOTOBECANE czy KOMAR MR2330,
- Mopedy sportowe podobne konstrukcyjnie do turystycznych, lecz z charakterystycznym terenowym ogumieniem i sportową sylwetką. W muzeum zobaczymy między innymi DKW HUMMEL155 czy MONZĘ.
- Mopedy typu „skuterowego” stanowiące połączenie zalet skuterów(osłony boczne silnika, osłony nóg, głębokie błotniki itp.) W muzeum zobaczymy między innymi Fram 61N.

## Muzeum w mediach
Muzeum motorowerów Moped Retro został poświęcony jeden z odcinków programu Dzień Dobry TVN oraz jeden z odcinków emitowany na kanale TVN Turbo. Program opowiada o historii Muzeum, jego powstaniu, prezentuje poszczególne modele. 

Muzeum Motorowerów Moped Retro
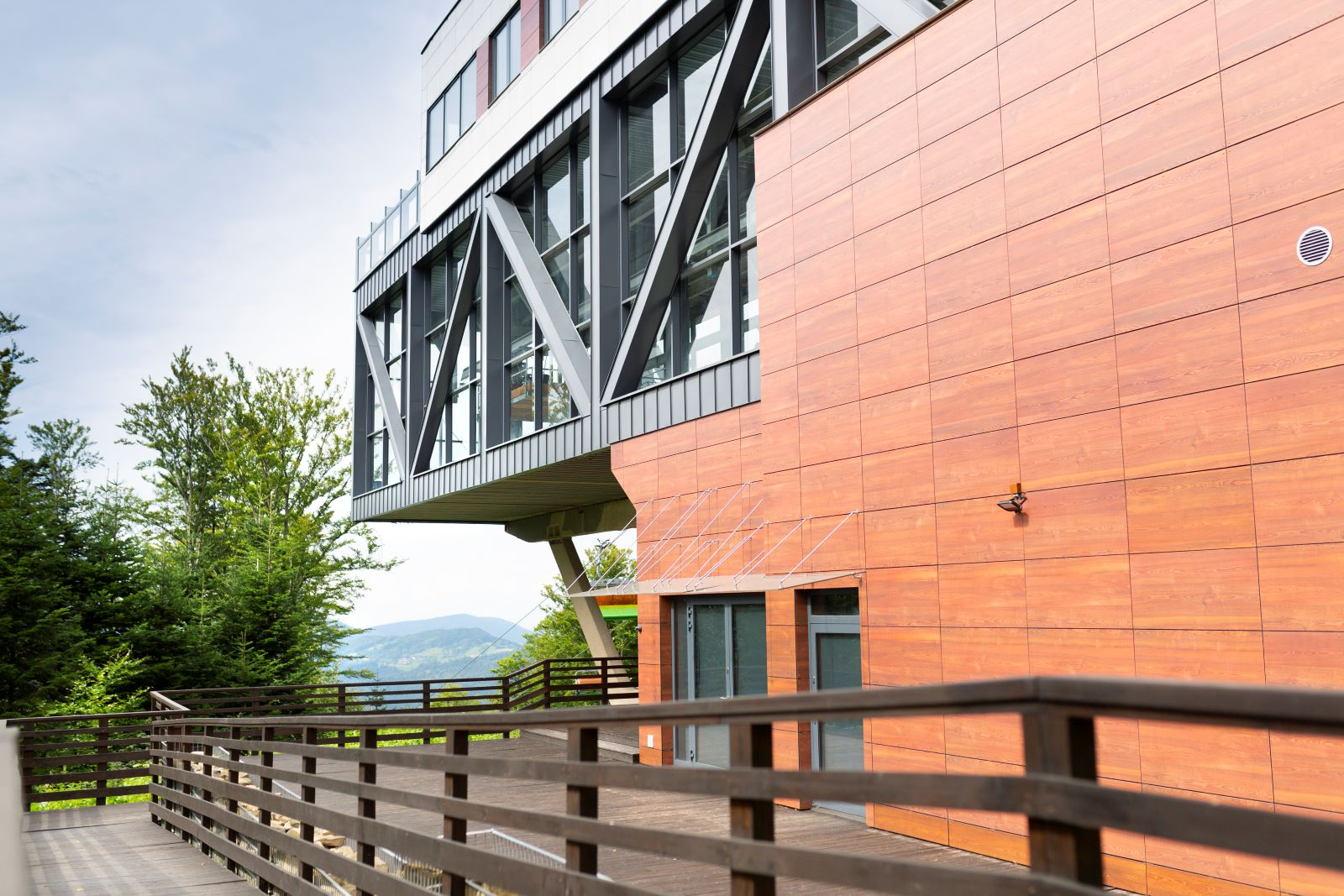
budynek Muzeum Moped Retro- wejście
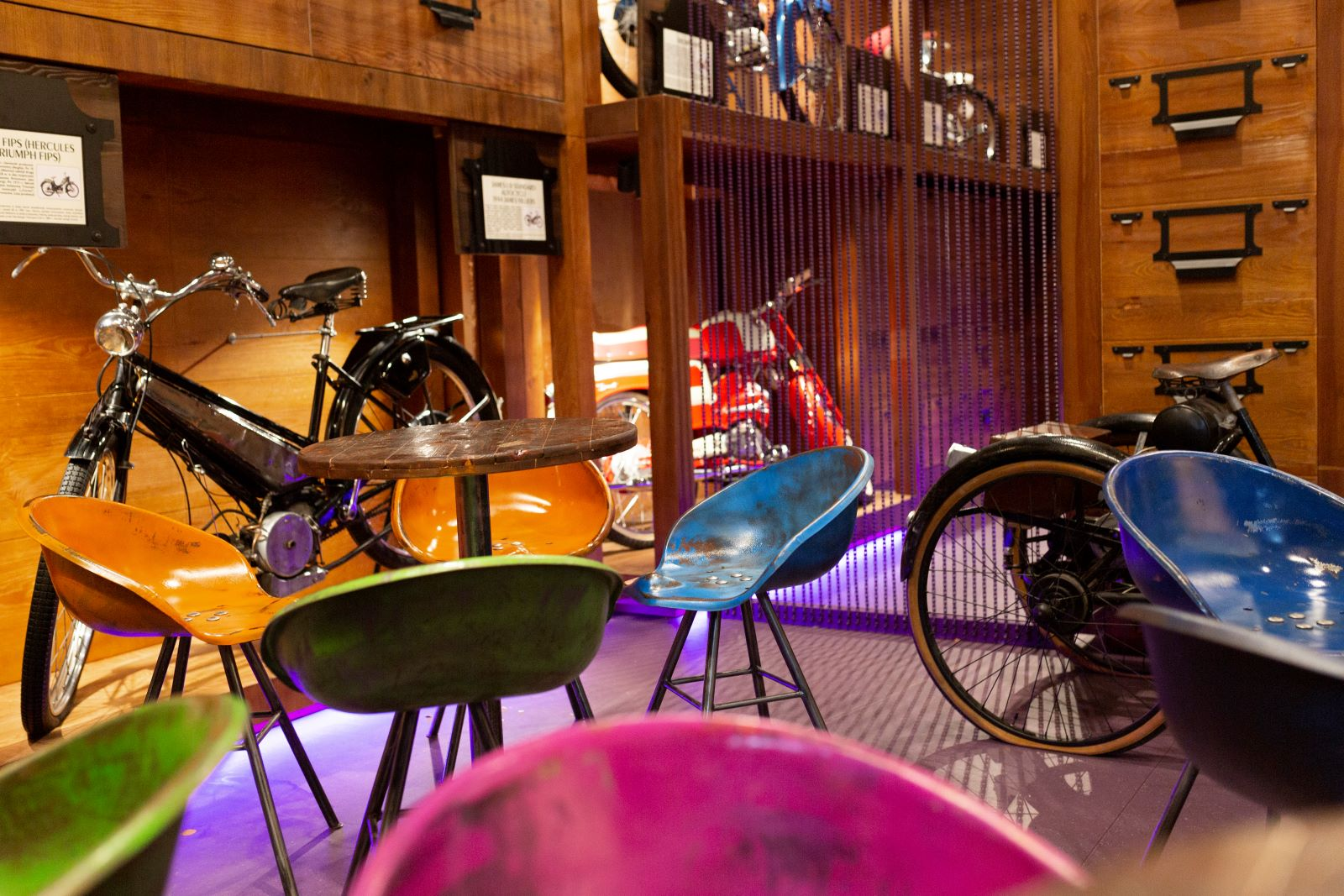
kawiarnia Moped Retro
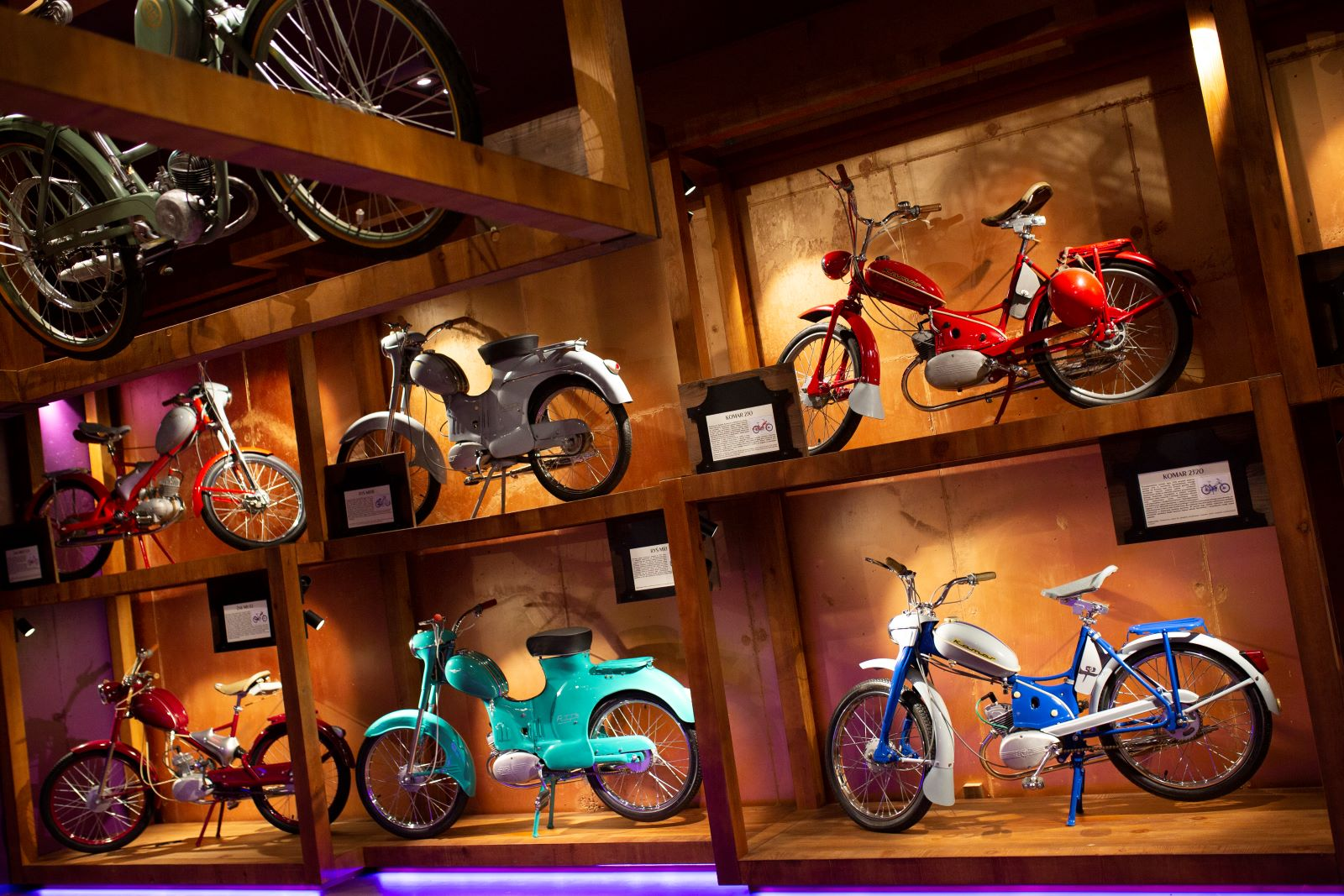
kolekcja polskich motorowerów Moped Retro
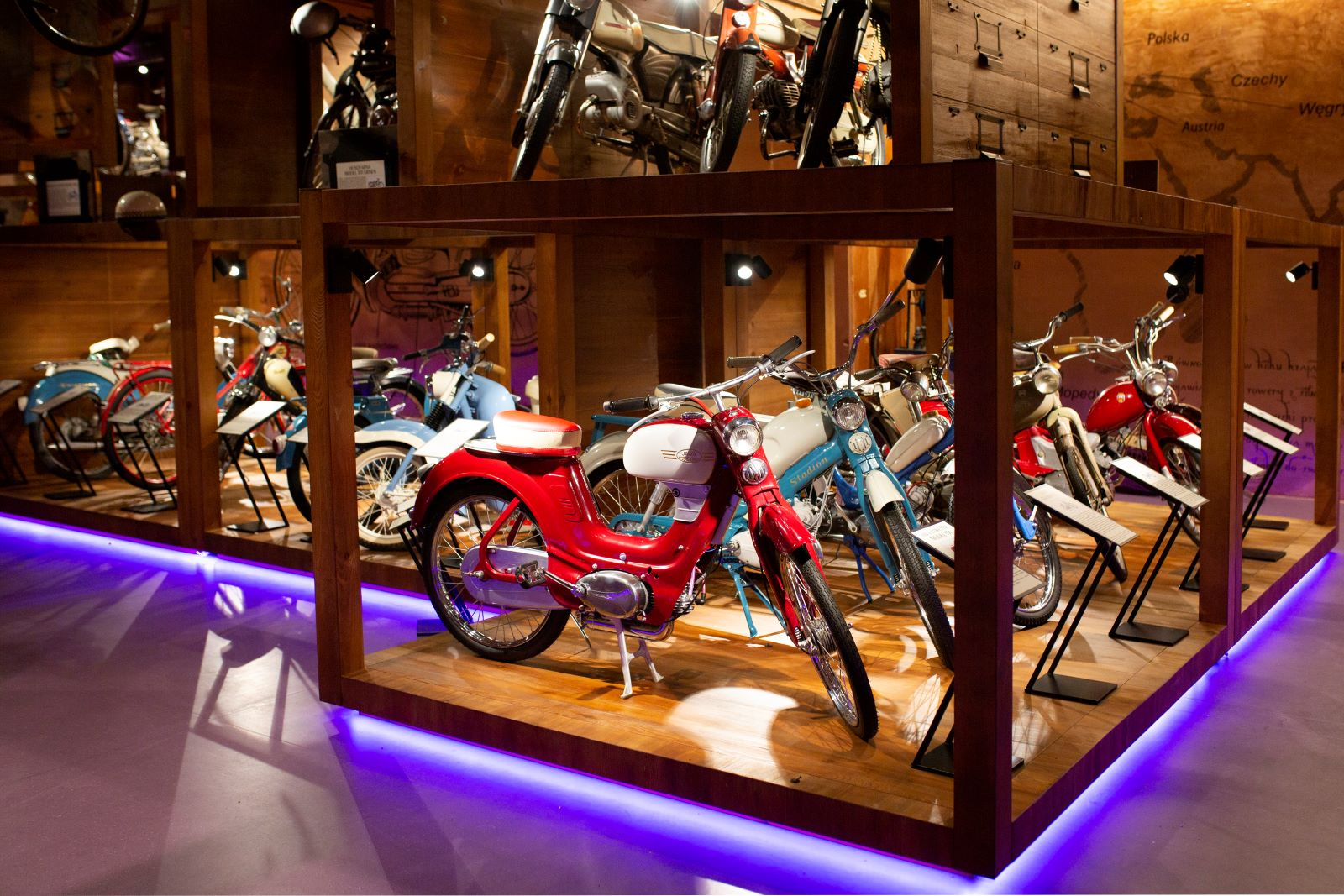
eksponaty Moped Retro
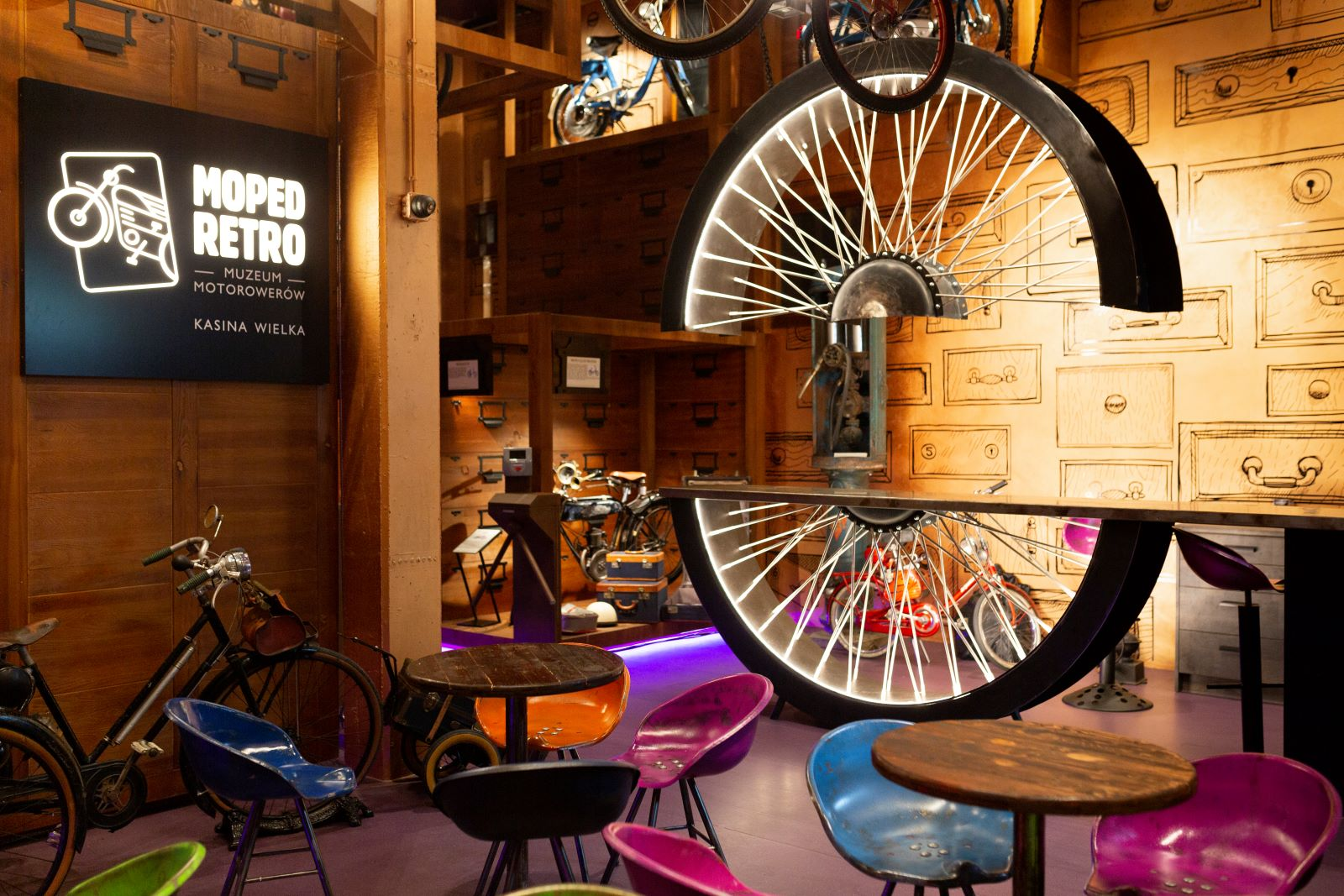
wnętrze Moped Retro

Wybrane eksponaty Muzeum Motorowerów Moped Retro
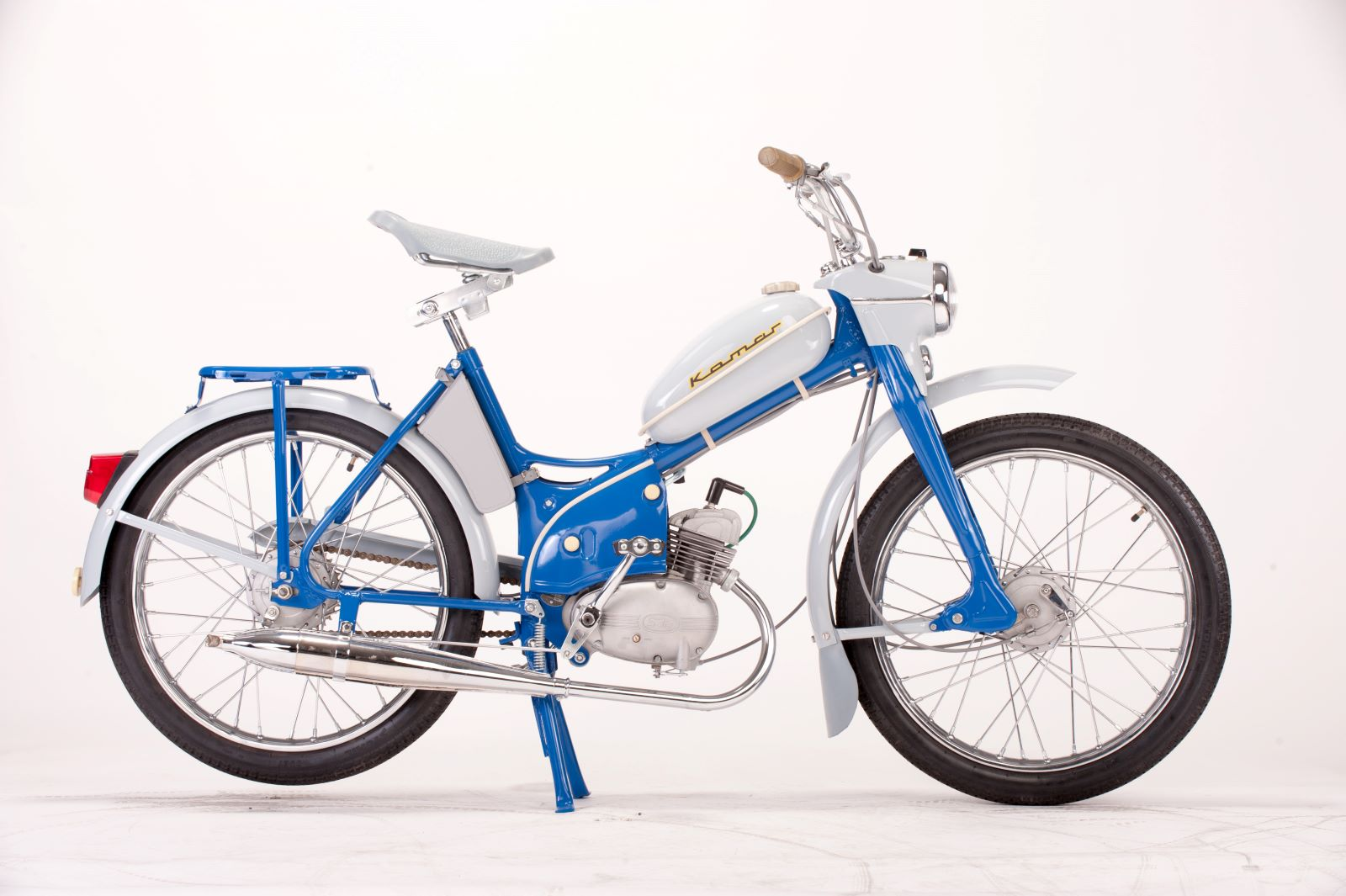
Komar 2320
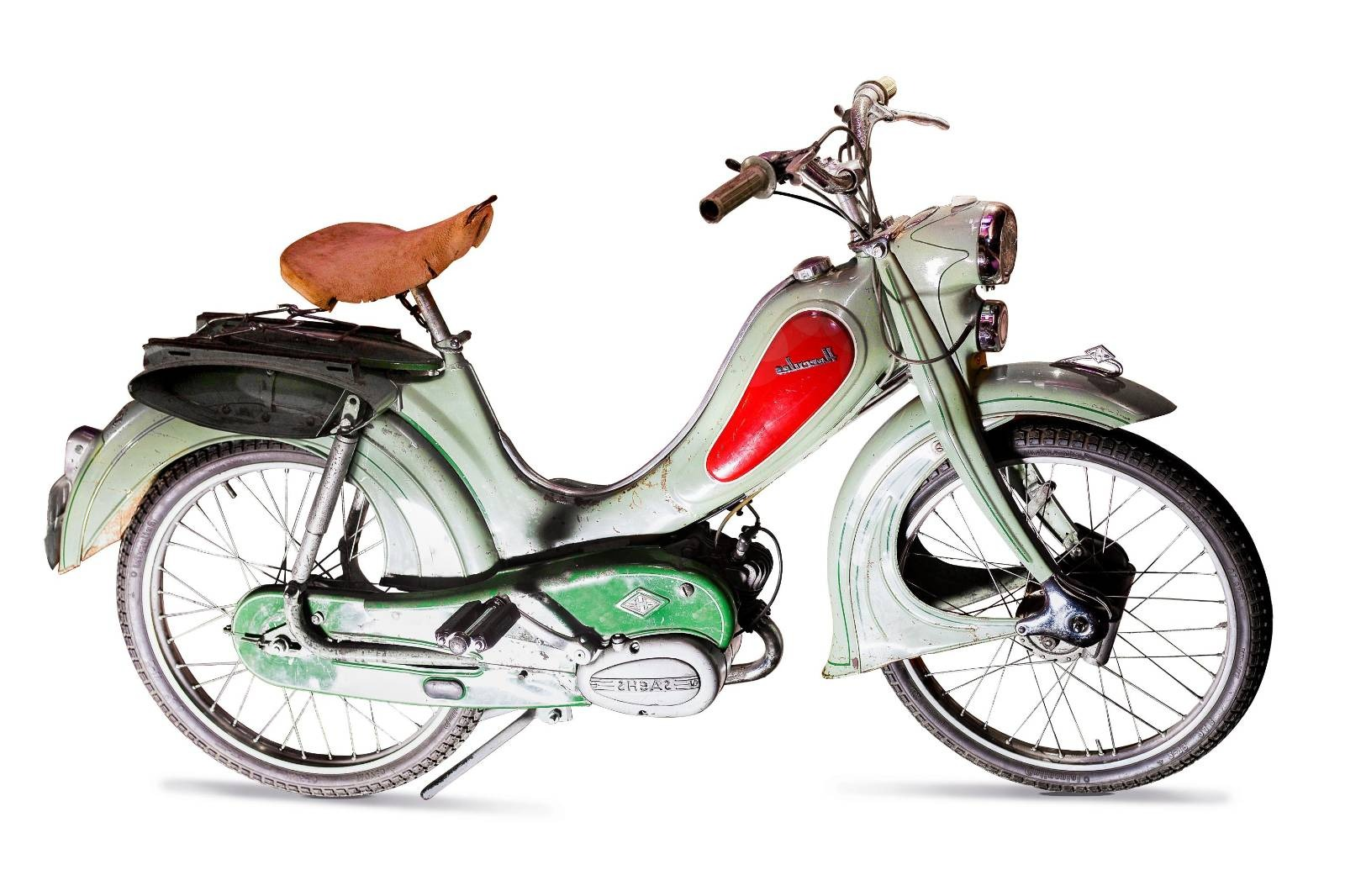
Herkules Fips
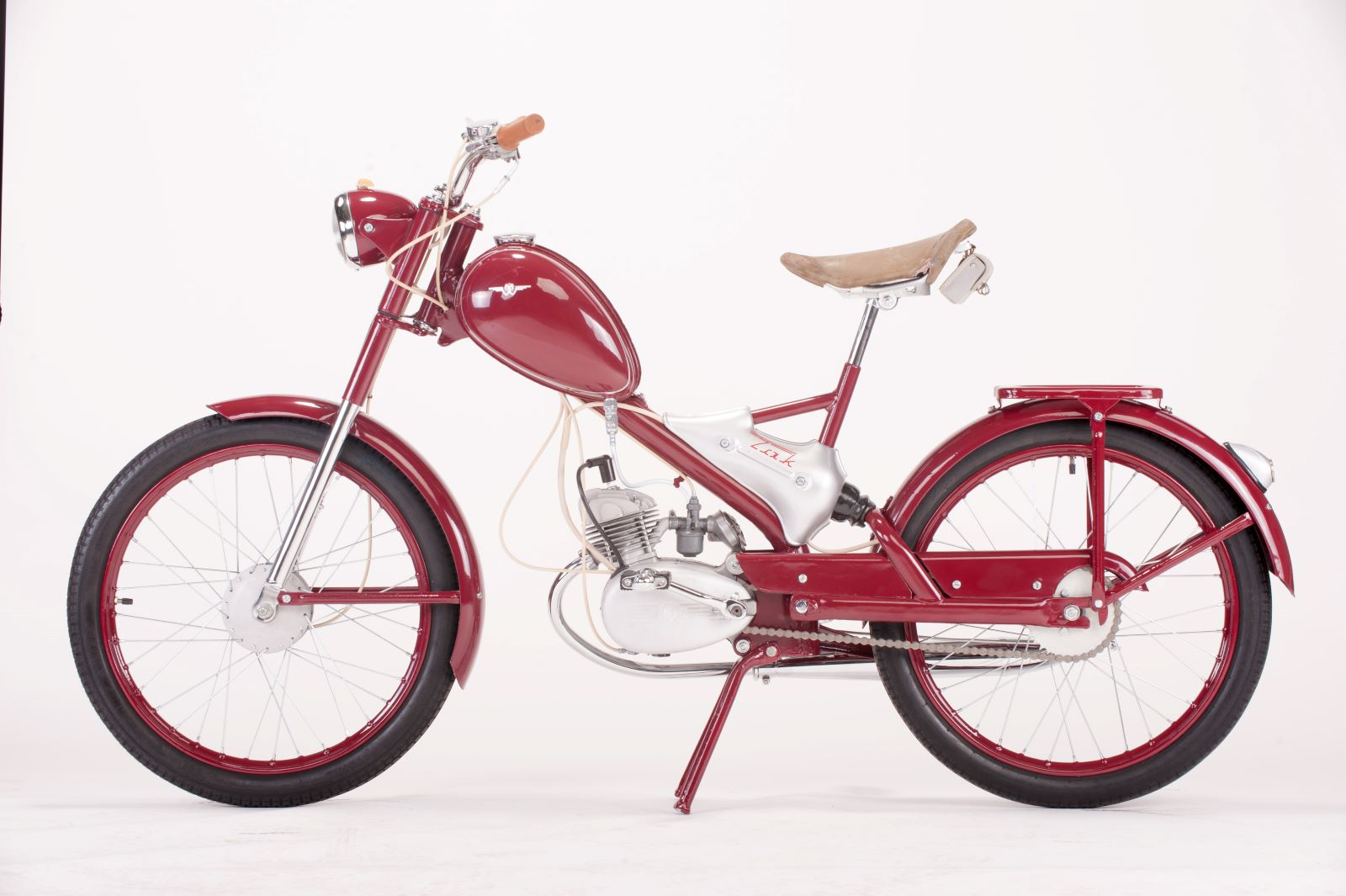
Żak MR 2
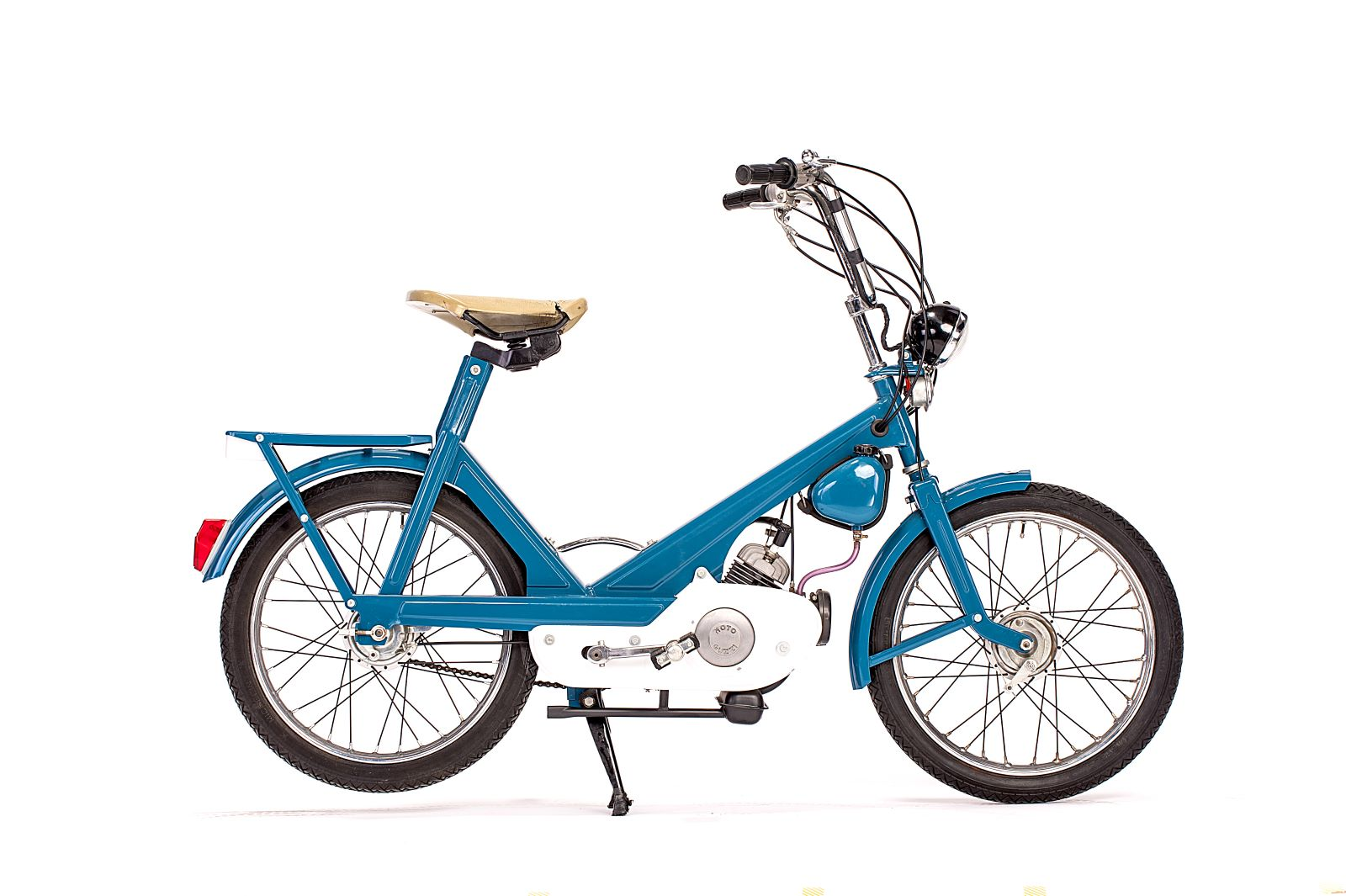
Moto Guzzi Trotter
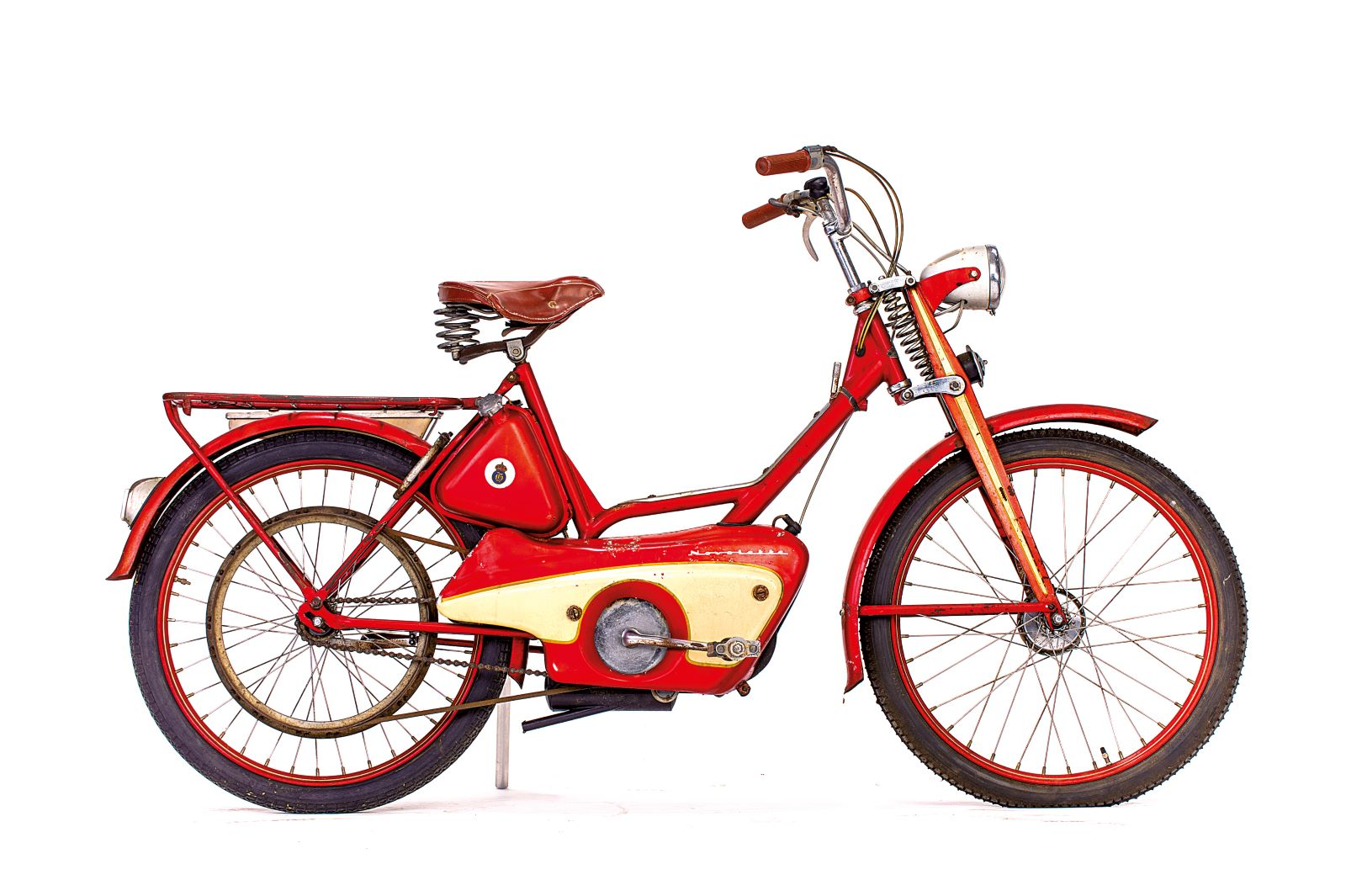
Husquarna Novolette